# Ryssland i Eurovision Song Contest 2016

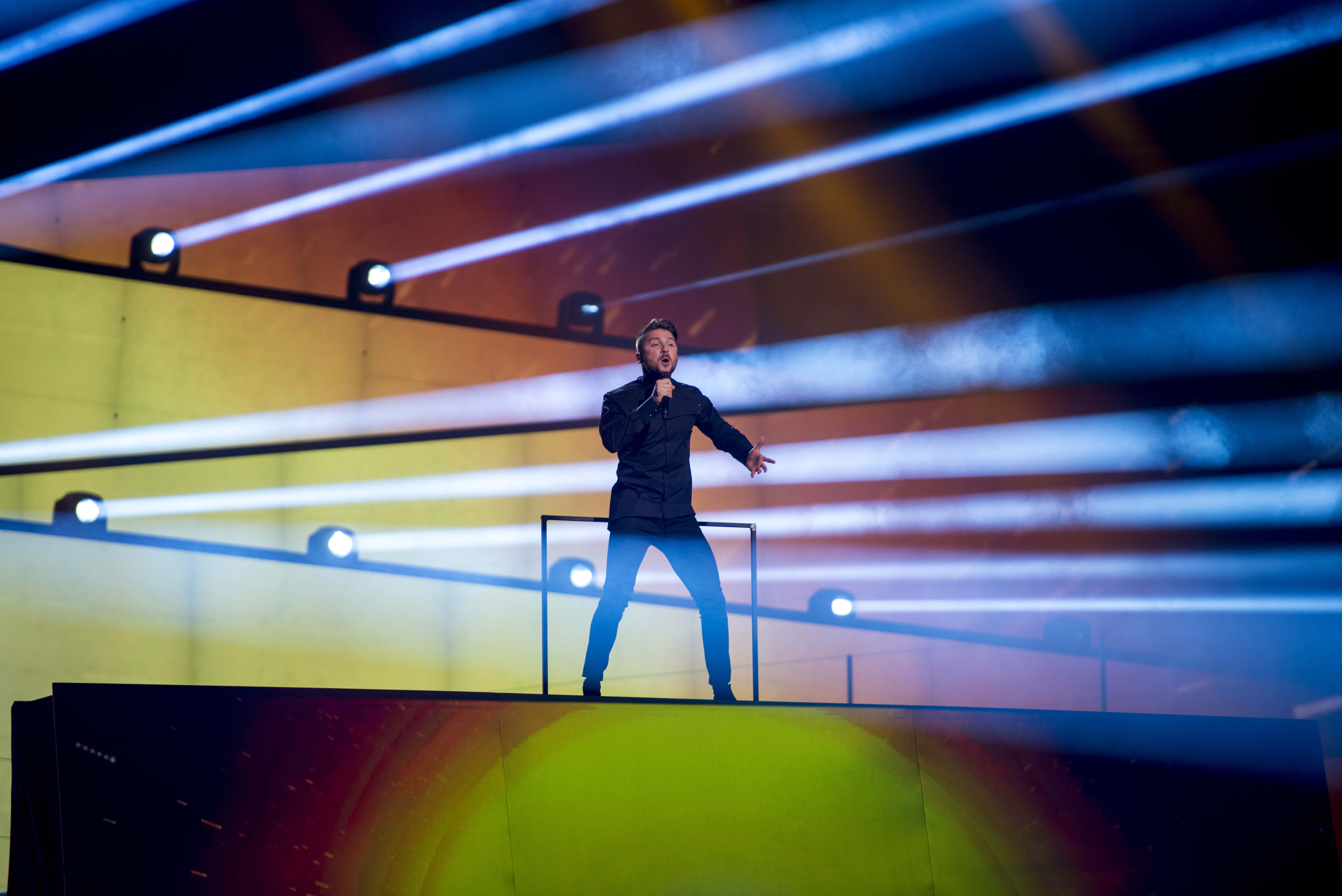
Sergey Lazarev under en repetition före den första semifinalen av Eurovision Song Contest 2016 i Stockholm

Ryssland deltog i Eurovision Song Contest 2016. Låten "One" framfördes av Sergej Lazarev. I december 2015 meddelade den ryska statens televisions- och radiobolag (VGTRK) att de internt hade valt Lazarev att representera Ryssland i Stockholm, Sverige.

## Bakgrund
Ryssland bekräftade sitt deltagande 30 september 2015

## Internvalet
Den 10 december 2015 meddelade VGTRK att de internt hade valt Sergej Lazarev att representera Ryssland i Stockholm. Tillkännagivandet skedde under den ryska musikgalan National Music Awards, där Sergej Lazarev utsågs till "Årets sångare". Den 11 december 2015 meddelades att låtvalet beslutades av redaktionen för VGTRK. Den exekutiva producenten Gennadij Gokhshtein avslöjade att låten "You are the only One" är producerad av Philipp Kirkorov hade valts ut.

## Under ESC
Ryssland deltog i SF1 där de nådde finalplats. I finalen hamnade de på 3:e plats med 491p.